# Holly Springs (Georgia)
Holly Springs – miasto w Stanach Zjednoczonych, w stanie Georgia, w hrabstwie Cherokee.

## Demografia
W roku 2010 miasto zamieszkiwało 9189 osób, a gęstość zaludnienia wynosiła 531,2 osoby/km². W roku 2023 liczba mieszkańców wzrosła do 19 540 osób, a gęstość zaludnienia zbliżyła się do 1130 osób/km². Na przestrzeni zaledwie 13 lat zaludnienie Holly Springs zwiększyło się ponad 2,1-krotnie.